# 海岸町 (室蘭市)
海岸町（かいがんちょう）は北海道室蘭市の地名。海岸町一丁目から三丁目の町がある。住居表示実施済み。郵便番号は051-0022。かつて同名の大字，字，室蘭郡の町が存在した。

## 地理
室蘭市の南西部に位置し、東に入江町、南に中央町、南西に幕西町、西に沢町，西小路町、北西に緑町、北に築地町と接し、北東は室蘭港と面する。

### 海洋
- 室蘭港

## 地域の特徴
室蘭市の都市計画マスタープランでは蘭西地域に属する。
町域の中央寄りを北海道道699号室蘭港線が縦断し、東寄りを南から走る国道36号が一丁目28-6付近で国道区間を終了する。東側は平坦であるが、西側は台地になっている。

一丁目にむろらん広域センタービル、室蘭公共職業安定所（ハローワークむろらん）、室蘭年金事務所、室蘭市 港湾部庁舎、室蘭警察署 室蘭駅前交番、港の文学館、室蘭観光協会（旧室蘭駅舎）、二丁目に室蘭八幡宮がある。室蘭八幡宮境内には1945年（昭和20年）の空襲・艦砲射撃による犠牲者慰霊碑が設置されている。三丁目に港町会館がある。

## 歴史
札幌本道の崖下海岸の埋め立てにより1893年（明治26年）室蘭郡の町名として成立した。1897年（明治30年）北海道炭礦鉄道室蘭線輪西～室蘭間（現室蘭本線東室蘭～室蘭間）が開通し、室蘭駅が現室蘭駅付近に開設された。1912年（明治45年）室蘭駅が現室蘭観光協会の場所に移転、以後当地は石炭積出港として発展し、鉄道関係の事業所や住宅・商店が立ち並んだ。1944年（昭和19年）同和火災海上保険（現あいおいニッセイ同和損害保険）札幌支店室蘭営業所，東京海上火災保険（現東京海上日動火災保険）室蘭支社、1947年（昭和22年）安田火災海上保険（現損害保険ジャパン）北海道支店室蘭支社が相次いで開設。1997年（平成9年）室蘭駅が中央町四丁目に移転、翌年旧駅舎に観光協会が入居する。

### 地名の由来
1966年（昭和41年）の町名地番整理の際には、海岸町とするか（港として旧上陸地点に由来する）港町とするか意見が分かれたが、審議会の票決によって海岸町に落ち着いた。

### 沿革
- 1893年（明治26年） - 室蘭郡の町として海岸町が成立[5]。
- 1900年（明治30年）7月1日 - 北海道一級町村制の施行により室蘭町（一級町）が発足、室蘭郡海岸町は室蘭町の大字、海岸町となる[7]。
- 1918年（大正7年）2月1日 - 北海道区制の施行により室蘭区が発足。室蘭町海岸町は室蘭区海岸町となる[8]。
- 1922年（大正11年）4月1日 - 字名改正により海岸町（大字）の一部が海岸町（字）となり、海岸町（大字）を廃止[5][9]。
- 1922年（大正11年）8月1日 - 市制施行により室蘭区海岸町は室蘭市海岸町となる[10]。
- 1966年（昭和41年）7月1日 - 海岸町一丁目 - 三丁目新設[5][11]。

### 町名の変遷
| 実施内容          | 実施年月日               | 実施後               | 実施前                                                   |
| ----------------- | ------------------------ | -------------------- | -------------------------------------------------------- |
| 北海道一級町村制  | 1900年（明治30年）7月1日 | 室蘭町海岸町（大字） | 室蘭郡海岸町                                             |
| 字名改正          | 1922年（大正11年）4月1日 | 海岸町（字）         | 海岸町（大字）の一部                                     |
| 町名新設          | 1966年（昭和41年）7月1日 | 海岸町一丁目         | 海岸町（字）の一部（他不明）                             |
| 町名新設 住居表示 | 1966年（昭和41年）7月1日 | 海岸町二丁目         | 海岸町（字），大町（字），泉町（字），沢町（字）の各一部 |
| 町名新設 住居表示 | 1966年（昭和41年）7月1日 | 海岸町三丁目         | 海岸町（字），港町（字），西小路町（字）の各一部         |
| 住居表示          | 2008年（平成20年）3月1日 | 海岸町一丁目         | 海岸町一丁目，海岸町二丁目，入江町の各一部               |

## 世帯数と人口
2023年（令和5年）12月31日現在（室蘭市発表）の世帯数と人口は以下の通りである。
| 町           | 世帯数  | 人口  |
| ------------ | ------- | ----- |
| 海岸町一丁目 | 50世帯  | 81人  |
| 海岸町二丁目 | 123世帯 | 176人 |
| 海岸町三丁目 | 136世帯 | 208人 |
| 計           | 309世帯 | 465人 |

### 人口の変遷
国勢調査による人口の推移。
| 1995年（平成7年）  | 929人 | [ 13 ] |  |
| 2000年（平成12年） | 776人 | [ 14 ] |  |
| 2005年（平成17年） | 619人 | [ 15 ] |  |
| 2010年（平成22年） | 528人 | [ 16 ] |  |
| 2015年（平成27年） | 489人 | [ 17 ] |  |
| 2020年（令和2年）  | 399人 | [ 18 ] |  |

### 世帯数の変遷
国勢調査による世帯数の推移。
| 1995年（平成7年）  | 435世帯 | [ 13 ] |  |
| 2000年（平成12年） | 391世帯 | [ 14 ] |  |
| 2005年（平成17年） | 328世帯 | [ 15 ] |  |
| 2010年（平成22年） | 280世帯 | [ 16 ] |  |
| 2015年（平成27年） | 276世帯 | [ 17 ] |  |
| 2020年（令和2年）  | 239世帯 | [ 18 ] |  |

## 学区
市立小・中学校に通う場合、学区は以下の通りとなる。
| 町           | 街区 | 小学校               | 中学校               |
| ------------ | ---- | -------------------- | -------------------- |
| 海岸町一丁目 | 全域 | 室蘭市立みなと小学校 | 室蘭市立室蘭西中学校 |
| 海岸町二丁目 | 全域 | 室蘭市立みなと小学校 | 室蘭市立室蘭西中学校 |
| 海岸町三丁目 | 全域 | 室蘭市立みなと小学校 | 室蘭市立室蘭西中学校 |

## 交通

### 道路
- 国道36号 ※国道235号との重用区間
- 北海道道699号室蘭港線

## 施設

### 役所・公的機関
- 北海道胆振総合振興局（むろらん広域センタービル内）
- 室蘭市役所広域センタービル庁舎（むろらん広域センタービル内）
- 室蘭保健所（むろらん広域センタービル内）
- 室蘭公共職業安定所（ハローワークむろらん）
- 室蘭年金事務所
- 室蘭市 港湾部
- 室蘭警察署 室蘭駅前交番

### 公共施設
- 室蘭観光協会
- 港町会館

### 金融機関
- 室蘭信用金庫 本店（むろらん広域センタービル内）
- 北洋銀行 室蘭中央支店（むろらん広域センタービル内）

### 文化施設
- 港の文学館

### 寺社
- 室蘭八幡宮

### 公園
- 海岸町2丁目公園
- 海岸町3丁目公園
- ぽっぽらん公園
- みなとが丘児童公園
- 臨海小公園
- レインボー公園